# San Antonio Balashilna
San Antonio Balashilna är en ort i Mexiko.   Den ligger i kommunen Huixtán och delstaten Chiapas, i den sydöstra delen av landet, 800 km öster om huvudstaden Mexico City. San Antonio Balashilna ligger 2 129 meter över havet och antalet invånare är 369.
Terrängen runt San Antonio Balashilna är kuperad. Runt San Antonio Balashilna är det glesbefolkat, med 17 invånare per kvadratkilometer. I omgivningarna runt San Antonio Balashilna växer huvudsakligen savannskog.